# Zwarte wallaroe
De zwarte wallaroe (Osphranter bernardus) is een kangoeroe uit het geslacht Osphranter. De wetenschappelijke naam van de soort werd voor het eerst geldig gepubliceerd door Lionel Walter Rothschild in 1904.

## Kenmerken
De Osphranter bernardi is de kleinste wallaroe. Mannetjes zijn donkerbruin tot zwart met geelbruine armen, vrouwtjes zijn grijs tot grijsbruin met zwarte handen, voeten en staartpunt. De kop-romplengte bedraagt tot 730 mm, de staartlengte tot 640 mm en het gewicht voor mannetjes 19 tot 22 en voor vrouwtjes rond de 13 kg. Staande is het dier tot 800 mm hoog.

## Leefwijze
De zwarte wallaroe is 's nachts actief; de dag brengt hij door in grotten of andere beschutting. Het dier eet grassen en andere vegetatie.

## Verspreiding
Deze soort komt voor in regenwoud, grasland en open bos in Arnhemland in het Noordelijk Territorium (Noord-Australië) tussen de South Alligator River en Nabarlek. Hij is verwant aan de bergkangoeroe of gewone wallaroe (Osphranter robustus).